# Унспак
Унспак (фр. Hunspach) — коммуна на северо-востоке Франции в регионе Гранд-Эст (бывший Эльзас — Шампань — Арденны — Лотарингия), департамент Нижний Рейн, округ Агно-Висамбур, кантон Висамбур. До марта 2015 года коммуна административно входила в состав упразднённого кантона Сульц-су-Форе (округ Висамбур).

## Географическое положение
Коммуна расположена на расстоянии около 410 км на восток от Парижа и в 45 км севернее Страсбура.
Площадь коммуны — 5,49 км², население — 669 человек (2006) с тенденцией к стабилизации: 651 человек (2013), плотность населения — 118,6 чел/км².

## Население
Население коммуны в 2011 году составляло 671 человек, в 2012 году — 661 человек, а в 2013-м — 651 человек.
| 1962 | 1968 | 1975 | 1982 | 1990 | 1999 | 2006 | 2008 | 2011 | 2012 | 2013 |
| ---- | ---- | ---- | ---- | ---- | ---- | ---- | ---- | ---- | ---- | ---- |
| 645  | 636  | 600  | 573  | 615  | 671  | 669  | 668  | 671  | 661  | 651  |

Динамика населения:

## Экономика
В 2010 году из 437 человек трудоспособного возраста (от 15 до 64 лет) 332 были экономически активными, 105 — неактивными (показатель активности 76,0 %, в 1999 году — 71,6 %). Из 332 активных трудоспособных жителей работали 315 человек (181 мужчина и 134 женщины), 17 числились безработными (8 мужчин и 9 женщин). Среди 105 трудоспособных неактивных граждан 32 были учениками либо студентами, 34 — пенсионерами, а ещё 39 — были неактивны в силу других причин.

## Достопримечательности (фотогалерея)
- На улице
- Церковь